# Симфония № 23 (Мясковский)
Симфония-сюита № 23 a-moll, op. 56 — трёхчастное сочинение русского композитора Н. Я. Мясковского на темы кабардино-балкарских песен для оркестра парного состава (три трубы), созданное в 1941 году. Автор определил жанр произведения как «симфония-сюита».
Премьера состоялась в Москве на Радио в июле 1942 года под управлением Н. С. Голованова. Партитура впервые напечатана в 1946 году нотоиздательством «Музгиз».

## История создания
Вскоре после начала Великой Отечественной войны Н. Я. Мясковский был эвакуирован в Нальчик, где им были написаны Двадцать вторая симфония-баллада, Двадцать третья симфония-сюита и струнный квартет № 7, ор. 55. В столице Кабардино-Балкарии Н. Я. Мясковский, так же как и С. С. Прокофьев, заинтересовался местным фольклором, увлёкся мелодиями кабардинских и балкарских песен и танцев.
Двадцать третья симфония полностью написана на темы народов Северного Кавказа. Симфония-сюита создавалась с 24 по 31 октября 1941 года. Её первая часть оркестровалась в Нальчике в ноябре до переезда в Тбилиси. К 5 декабря, уже в Тбилиси, Мясковский закончил оркестровку второй и третьей части. Кроме этого до 17 декабря композитор сделал переложения для фортепиано в 4 руки своей «Кабардинской симфонии» и сюиты С. С. Прокофьева «1941». В 1943 году Мясковский переделал переложение симфонии-сюиты.
Данные о жанре и тематике новой фольклорной симфонии композитор изложил в письме В. В. Держановскому: «Почему „Симфония-сюита“? Дело в том, что там нет сонатной части; в первой части разработку заменяет большой эпизод, но метод изложения тем, их сопоставления, соотношение тональностей и т. д. — все это взято из принципов сонатной формы и впечатление от вещи создается как от симфонии, а не сюиты. I — Lento. Allegro. Lento (a-moll). Большое вступление (и заключение) основано на теме о трагической судьбе Сосруко и Сатаней (его мать), героев старейшего Нартского эпоса, — так сказать, прародительского эпоса всех северо-кавказских народностей. Allegro идет на двух темах: «Баксанстрой» — современная героическая песня и затем умеренно-быстрый кабардинский танец. Центр — песня «Салтан-Хамид» — кабардинская. II часть (cis-moll) — на двух любовных песнях (1-я и 3-я) и скорбной лирической (2-я), по складу очень напоминающих русскую песню (особенно 1-я). III часть (D-dur с окончанием на доминанте, то есть A-dur). Первая тема — «Кабардинский Исламей» — лезгинка, вторая тема — балкарская, веселая, шуточная, в середине — эпизод на балкарской песне застольного характера (я ее взял в несколько ином плане); кончается, конечно, лезгинкой».
Двадцать третья симфония-сюита вместе с Двадцать второй симфонией-балладой выдвигалась на присуждение Сталинской премии, но сочинения не удостоились награды. Партитура впервые была опубликована в 1946 году нотоиздательством «Музгиз». Имеются два переложения симфонии-сюиты — авторское для фортепиано в 4 руки и П. А. Ламма для 2-х фортепиано в 8 рук.

## Части
Симфония-сюита состоит из трёх частей с предполагавшейся композитором длительностью около 22 минут, которая в зависимости от исполнителя составляет от 30 до 34 минут: 
- I. Lento. Allegro alla marcia. Lento (a-moll)
- II. Andante molto sostenuto (cis-moll)
- III. Allegro vivace (D-dur > A-dur)

## Исполнения
- 1942 — в июле первое исполнение Симфонии-сюиты в Москве на Радио под управлением Н. С. Голованова[7].

## Записи
- 1961 — Оперно-симфонический оркестр Всесоюзного радио под управлением Александра Ковалёва, выпуски: «Аккорд», «Мелодия» Д 9041-2, С 463-4 (1962)[9]
- 1991—1993 — Государственный академический симфонический оркестр России под управлением Е. Ф. Светланова, запись из Большого зала Московской консерватории, выпуски:
  - «Русский диск» RDCD 00661 (2001)[10]
  - Olympia OCD 744, Alto ALC 1024 (2002)[11]
  - Warner Classic 2564 69689-8 (2007)[12]
- 2008 — СПб ГАСО под управлением Александра Титова, Northern Flowers NF/PMA9966[8]